# Aristide Staderini
Aristide Staderini (Roma, 24 settembre 1845 – Roma, 3 novembre 1921) è stato un imprenditore e inventore italiano.

## Biografia
Figlio di un agronomo di Subiaco nasce a Roma dove suo padre, che ha preso parte alla prima guerra d'indipendenza, è stato costretto ad emigrare dal governo pontificio. A Roma Alessandro Staderini apre una libreria antiquaria con annesso laboratorio di rilegazione in via Sant'Ignazio, attività che il figlio prende in carico appena diciottenne alla sua morte, avvenuta nel 1863. Nel 1868 consegue presso l'Università dei librai (associazione professionale di librai, tipografi ed editori) il diploma di legatore e la licenza di venditore di libri per continuare l'attività paterna. Nel 1882, quando la Biblioteca Nazionale Centrale di Roma gli affida l'incarico per la fornitura di nuovi schedari del tipo allora in uso, a libretto con pagine rilegate, mette mano al progetto dei primi raccoglitori a schede mobili nei due tipi a volume e a cassetta. La fornitura di quest'ultimo modello gli consente di reinvestire i cospicui guadagni in un laboratorio di rilegatura più grande e meglio attrezzato, sistemato in nuovi locali di via dell'Archetto, e gli apre la strada per le prime grandi forniture. Le più grandi biblioteche italiane come la Nazionale di Firenze e la Casanatense di Roma e i ministeri delle finanze, della pubblica istruzione, della marina e dell'agricoltura, industria e foreste si dotano dei suoi efficienti schedari, che nel giro di pochi anni si diffondono ovunque, in Italia, ci sia una mole di documenti o di libri da tenere a catalogo. Nel 1894 ottiene l'appalto per la fornitura di un milione di scatole di cartone alla Regia manifattura dei tabacchi e a tale scopo apre un nuovo laboratorio in via della Gatta: i guadagni di quest'ultimo appalto gli consentono di concentrare l'intera attività (tipografia, legatoria, cartonatura) in uno stabilimento unico acquistato in via Baccina, nel Rione Monti, che continua a dirigere fino alla morte, avvenuta nel 1921. Gestito in seguito dai suoi due figli, che negli anni '50 la trasformano in casa editrice, cessa ogni attività nel 1970.

## Gli schedari a schede mobili

### I due sistemi
Fino all'innovazione introdotta da Staderini i cataloghi erano sviluppati su normali volumi rilegati, dotati di pagine completamente bianche che venivano compilate a mano, ciò che portava a grandi problemi per il rispetto del rigoroso ordine alfabetico richiesto da tali elenchi. Il problema maggiore, nonostante si lasciassero grandi spazi, era l'interpolazione delle nuove acquisizioni. Per risolvere questo ed altri problemi Staderini importa dalla Francia l'idea della scheda mobile, sviluppata su supporti di sua concezione.
Il primo sistema messo a punto e regolarmente brevettato è il tipo a cassetta di legno: la cassetta è un contenitore di tale materiale che sul fondo è dotato di un raccoglitore di metallo dentato, collegato a un meccanismo di apertura e chiusura a molla a mezzo di chiave. La scheda, di cartoncino rigido, è di forma squadrata verso l'alto e a forma di trapezio in basso. Quest'ultima parte è incollata ad una seconda striscia, sempre di cartoncino, tra le quali viene sistemata una striscia di tela che va a fissarsi sul raccoglitore. Ogni cassetta può contenere circa 250 schede ed è consultabile su un apposito tavolo dai piani obliqui.

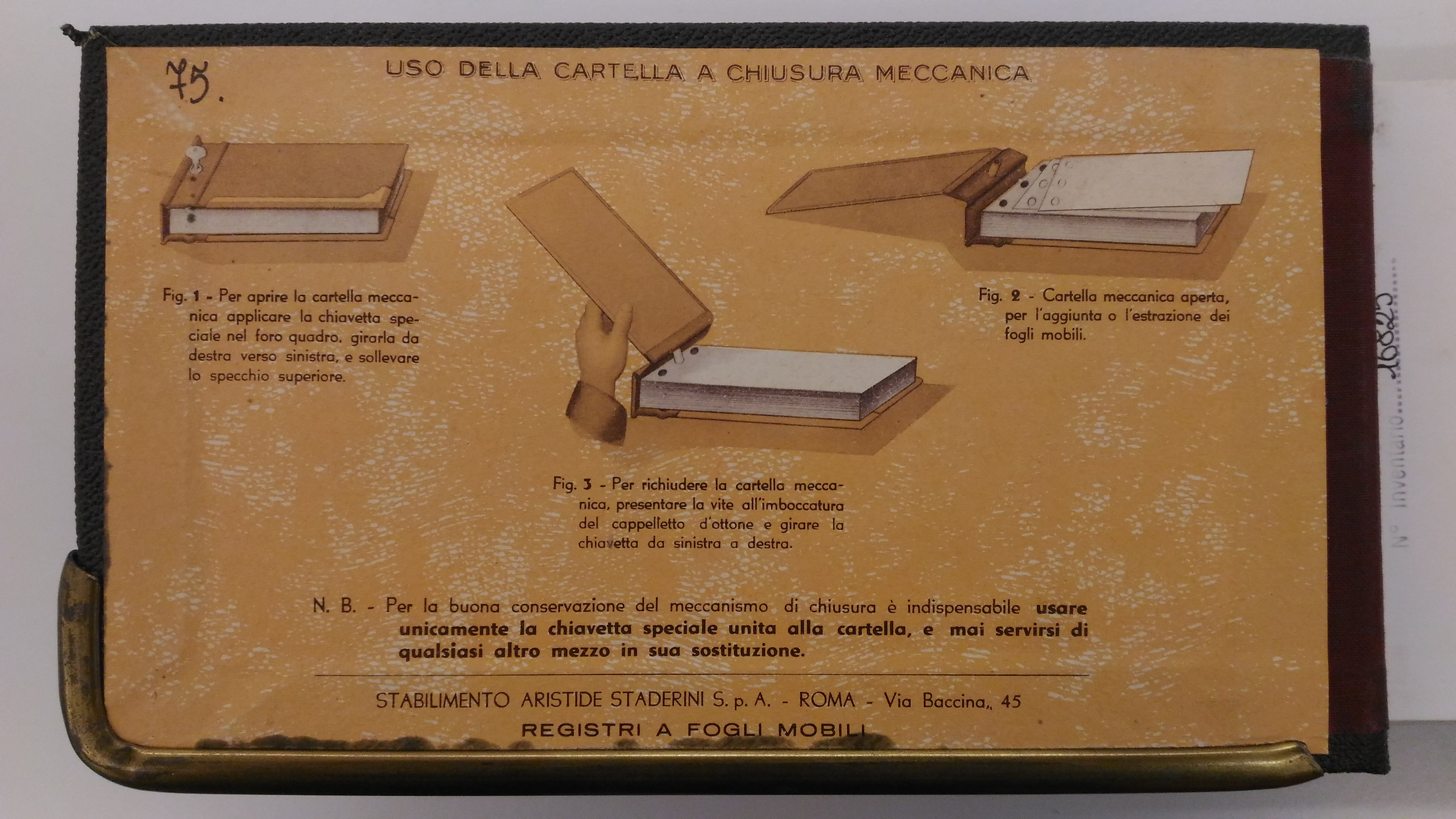
Istruzioni per l'uso del raccoglitore modello Biblioteca Vittorio Emanuele

La Biblioteca Nazionale Centrale di Roma, tuttavia, trova questo sistema scomodo per la grande necessità di spazio richiesta dalla sistemazione di centinaia di cassette allineate su mobili che dovrebbero essere costruiti ad adatta misura, e richiede un sistema che possa svilupparsi in altezza e consenta di separare la collocazione e la consultazione. Staderini mette quindi a punto il sistema che brevetta con la denominazione "Modello biblioteca Vittorio Emanuele" (il precedente nome dell'istituzione). Questo secondo raccoglitore è il tipo detto a volume, in quanto le schede possono essere consultate sfogliandole come le pagine di un libro. Le copertine e la costa sono in cartone rigido. Alla base delle copertine due liste di metallo corrono lungo il dorso: si tratta di perni a vite sui quali sono collocate le schede, dotate di appositi fori, che vengono successivamente chiusi con cappelletti di ottone saldamente stretti con una chiave apposita.

### La diffusione
Numerose le istituzioni che hanno adottato lo schedario Staderini entro il 1900. Tra le altre, a titolo di esempio:
- Biblioteca Nazionale Braidense
- Biblioteca della Camera dei deputati
- Biblioteca comunale di Lugo
- Biblioteca Marucelliana
- Biblioteca del Ministero degli esteri
- Biblioteca della Real Casa
- Biblioteca dell'Università di Macerata
- Circolo della caccia di Roma
- Circolo dell'Unione di Firenze
- Deputazione provinciale umbra
- Istituto tecnico Vittorio Emanuele II di Genova
- Istituto archeologico Germanico di Atene
- Liceo Mamiani (Roma)
- Museo artistico industriale di Roma
- Società geografica italiana
- Società italiana per condotte d'acqua
- Università di Pavia, clinica medica

In corsivo le istituzioni che hanno adottato il "Modello biblioteca Vittorio Emanuele".
Gli schedari Staderini iniziano a scomparire negli anni '50, soppiantati dalle schede di formato internazionale (12,5 × 7,5 cm) inserite in cassetti di metallo. In Italia l'ultimo schedario rimasto in funzione è stato quello della presidenza del Consiglio di Stato, eliminato nel 1973.

## Riconoscimenti
Gli schedari Staderini sono stati esposti e premiati nelle esposizioni del 1884, 1890, 1892, 1893, 1897, 1900 e 1911